# Gârbău

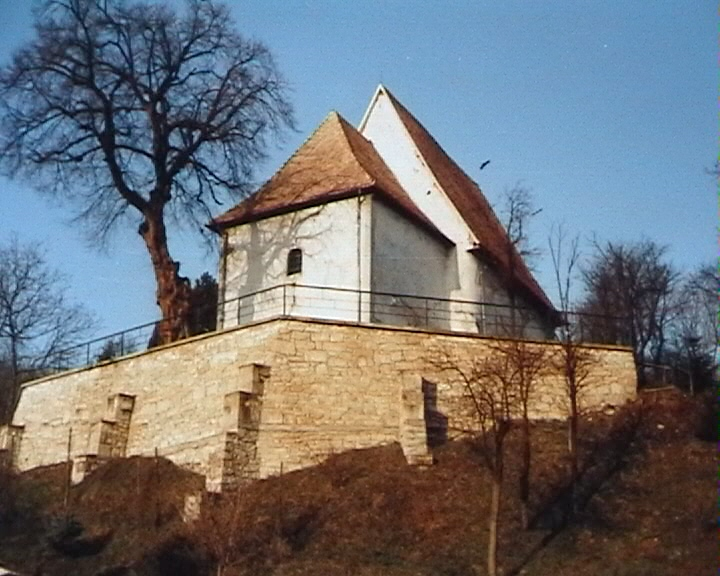
Hongaars Gereformeerde Kerk van Viştea (Magyarvista)

Gârbău (Hongaars: Magyargorbó) is een gemeente in Cluj. Gârbău ligt in de regio Transsylvanië, in het westen van Roemenië. De gemeente bestaat uit de dorpen Corneşti (Sólyomtelke), Gârbău, Nădăşelu (Magyarnádas), Turea (Türe) en Viştea (Magyarvista).
De gemeente is gelegen ten westen van Cluj-Napoca en maakt onderdeel uit van de Metropoolregio Cluj-Napoca.

## Bevolking
Volgens de volkstelling van 2011 had de gemeente 2440 inwoners. De Roemenen waren met 1190 personen (48,8%) de grootste bevolkingsgroep gevolgd door de Hongaren met 1082 personen (44,3%).
Volgens de volkstelling van 2002 maakten de Roemenen 53% van de bevolking uit, gevolgd door de Hongaren met 45% en de Roma met 2,2%.

## Hongaarse gemeenschap
De dorpen Turea en Vistea kennen een in meerderheid Hongaarse bevolking en worden ook wel gerekend tot de etnische regio Kalotaszeg.
- Turea (Türe) had in 2011 512 inwoners, 329 Hongaren (67%)
- Vistea (Magyarvista) had in 2011 781 inwoners, 737 Hongaren (95,5%)

Steden met gemeentestatus: Cluj-Napoca · Turda · Câmpia Turzii · Dej · Gherla

Stad zonder gemeentestatus: Huedin

Gemeenten: Aghireșu · Aiton · Aluniș · Apahida · Așchileu Mare · Baciu · Băișoara · Beliș · Bobâlna · Bonțida · Borșa · Buza · Căianu · Călățele · Cămărașu · Căpușu Mare · Cășeiu · Cătina · Câțcău · Ceanu Mare · Chinteni · Chiuiești · Ciucea · Ciurila · Cojocna · Cornești · Cuzdrioara · Dăbâca · Feleacu · Fizeșu Gherlii · Florești · Frata · Gârbău · Geaca · Gilău · Iara · Iclod · Izvoru Crișului · Jichișu de Jos · Jucu · Luna · Măguri-Răcătău · Mănăstireni · Mărgău · Mărișel · Mica · Mihai Viteazu · Mintiu Gherlii · Mociu · Moldovenești · Negreni · Pălatca · Panticeu · Petreștii de Jos · Ploscoș · Poieni · Râșca · Recea-Cristur · Săcuieu · Săndulești · Săvădisla · Sânncraiu · Sânmartin · Sânpaul · Someșeni · Sic · Suatu · Tritenii de Jos · Tureni · Țaga · Unguraș · Vad · Valea Ierii · Viișoara · Vultureni